# Сибірська радянська енциклопедія

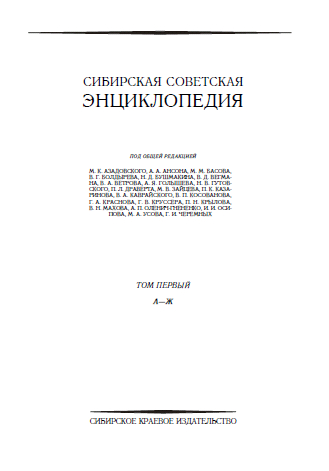
Головна сторінка першого тому Сибірської радянської енциклопедії.

Сибірська радянська енциклопедія (рос. Сибирская советская энциклопедия) — російсько-радянська енциклопедія про Сибір та Далекий Схід, їх географію, промисловість, демографію тощо. З шести запланованих томів було видано лише чотири. Перші троє видані у 1929—1932 роках. Четвертий том був виданий лише після ліквідації СРСР, в 1992 році. Останні двоє з шести запланованих томів видані не були. На інформацію з енциклопедії помітний вплив зробила тоталітарна радянсько-комуністична ідеологія.

## Видані томи
| Том | Рік       |                            |
| --- | --------- | -------------------------- |
| 1   | 1929      | А — Ж (Аба — Жуя)          |
| 2   | 1930-1931 | З — К (Забайкалье — Кяхту) |
| 3   | 1932      | Л — Н (лабаз — Някшинда)   |
| 4   | 1992      | О — С (Обдорск — съезды)   |
| 5   | -         | Т — Я                      |
| 6   | -         | додатковий том             |